# Tadeusz Zagajewski
Tadeusz Zagajewski (Leópolis, 16 de dezembro de 1912 — Gliwice, 28 de setembro de 2010) foi um engenheiro eletrônico polonês.
Foi desde 1954 professor da Universidade Tecnológica da Silésia, membro da Academia de Ciências da Polônia (membro correspondente desde 1960; membro pleno desde 1976). É autor de obras principalmente sobre teoria de redes elétricas.

## References
- «Zagajewski Tadeusz». Internetowa encyklopedia PWN. Consultado em 6 de setembro de 2014 (Polonês)
- «Zagajewski Tadeusz». WIEM Encyklopedia. Consultado em 6 de setembro de 2014 (Polonês)